# Problema de jerarquía
En física teórica, un problema de jerarquía ocurre cuando los parámetros fundamentales (acoplamientos o masas) de alguna Lagrangiana son muy diferentes (normalmente más grandes) de los parámetros medidos en experimentos. Esto puede ocurrir porque los parámetros medidos están relacionados con los parámetros fundamentales por una prescripción conocida como renormalización. Normalmente, la renormalización de parámetros está estrechamente relacionada con los parámetros fundamentales, pero en algunos casos, parece que ha habido una cancelación muy delicada entre la cantidad fundamental y las correcciones cuánticas. Los problemas de jerarquía están relacionados con los problemas de ajuste fino y los problemas de naturalidad.
Estudiar la renormalización en los problemas de jerarquía es difícil porque tales correcciones cuánticas normalmente son divergentes según una Ley potencial, lo que significa que la física de más corta distancia es la más importante. Debido a que no sabemos los detalles precisos de la teoría de más corta distancia de física (gravedad cuántica), no podemos ni siquiera abordar cómo ocurre esta cancelación tan delicada entre dos grandes términos. Sin embargo, los investigadores postulan un nuevo fenómeno físico que resuelve el problema de jerarquía sin ajuste fino.

## La masa de Higgs
En física de partículas, el problema de jerarquía más importante es el interrogante que se pregunta por qué la interacción débil es 1032 veces más fuerte que la gravedad. Ambas fuerzas implican constantes de naturaleza, la constante de Fermi para la interacción débil y la constante de Newton para la gravedad. Además, si se usa el modelo estándar para calcular las correcciones cuánticas a la constante de Fermi, parece que la constante de Fermi es demasiado grande para ser natural y debería estar más cerca de la constante de Newton, a menos que haya una cancelación delicada entre el valor desnudo de la constante de Fermi y sus correcciones cuánticas.

Cancelación de la renormalización de masa cuadrática bosón de Higgs entre el bucle de quark cima fermiónico y el escalar stop squark tadpole Feynman diagrams en una extensión supersimétrica del modelo estándar

De manera más técnica, la cuestión es por qué el bosón de Higgs es mucho más ligero que la masa de Planck (o la energía de gran unificación o una escala de masa de neutrino pesado): uno esperaría que las enormes contribuciones cuánticas al cuadro de la masa del bosón de Higgs harían de manera inevitable la masa enorme, comparable a la de la escala donde aparece la nueva física, a menos que haya una cancelación increíble por ajuste fino entre las correcciones radiativas cuadráticas y la masa en sí.
Se debe remarcar que el problema ni siquiera puede ser formulado en el contexto estricto del modelo estándar, ya que la masa de Higgs no puede ser calculada. En cierto modo, el problema nos trae una preocupación por una futura teoría de partículas fundamentales en la cual la masa del bosón Higgs podrá ser calculada y no debería tener ajustes finos excesivos. Implícito en razonamiento que nos lleva a los ajustes finos está la asunción no sostenida de que la física pequeña fuera de la escala de renormalización de grupo existe entre la escala del bosón de Higgs y la energía de gran unificación. Como estas dos escalas están separadas al menos por 11 órdenes de magnitudes, algunos físicos fuera de la disciplina de cuerdas piensan que esta suposición de "gran desierto" es poco probable de ser cierta.
Si aceptamos que hay un gran desierto y, por tanto, la existencia de un problema de jerarquía, se necesita entonces un nuevo mecanismo en la escala de Higgs para evitar el ajuste fino.
La teoría más popular (pero no la única teoría propuesta) para resolver el problema de jerarquía es la supersimetría. Esto explica cómo una pequeña masa de Higgs puede ser protegida de las correcciones cuánticas. La supersimetría elimina las divergencias power-law de las correcciones radiativas de la masa de Higgs; sin embargo, no se sabe por qué la masa de Higgs es tan pequeña, lo que en primer lugar se conoce como el problema mu. Además, no hay manera natural de romper la supersimetría más allá de la energía de gran unificación, por tanto lo que se obtiene es básicamente el cambio del problema de jerarquía original por otro nuevo de ruptura de supersimetría.
Otras soluciones propuestas incluyen el modelo de mundo-branas RS1 (véase el artículo teoría geométrica de 5 dimensiones compactas para una explicación no técnica) y el modelo ADD.

## Solución supersimétrica
Cada partícula que se acopla al campo de Higgs tiene un acoplamiento Yukawa λf. El acoplamiento con el campo de Higgs para fermiones da un término de interacción LYukawa=-λf ψ ̅Hψ, siendo ψ el campo de Dirac y H el campo de Higgs. También, la masa de un fermión es proporcional a su acoplamiento Yukawa, lo que significa que el bosón de Higgs se acoplará con la partícula que sea más masiva. Esto significa que las correcciones más significantes a la masa de Higgs se originarán de las partículas más pesadas, lo más seguro del quark cima. Aplicando las leyes de Feynman, se obtiene que la corrección cuántica al cuadrado de la masa de Higgs a partir de un fermión debe ser:
{\displaystyle \Delta m_{H}^{2}=-{\frac {\left|\lambda _{f}\right|^{2}}{8\pi ^{2}}}[\Lambda _{UV}^{2}+...].}
Se llama a {\displaystyle \Lambda _{UV}} el límite ultravioleta y es la escala hasta la cual el modelo estándar es válido. Si tomamos que esta escala deba ser la escala de Planck, entonces tenemos la lagrangiana cuadráticamente divergente. Sin embargo, supongamos que existen dos escalares complejos (que sean 1 spin - 0) tal que:
λS= |λf|2 (los acoplamientos a Higgs son exactamente los mismos).
Entonces por las leyes de Feynman, la corrección (a partir de ambos escalares) es:
{\displaystyle \Delta m_{H}^{2}=2*{\frac {\lambda _{S}}{16\pi ^{2}}}[\Lambda _{UV}^{2}+...].}
(Nótese que la contribución aquí es positiva. Esto es debido al teorema de spin-estadístico, lo que significa que los fermiones tendrán una contribución negativa y los bosones una contribución positiva. A este hecho se le saca partido)
Esto da una contribución total a la masa de Higgs que debe ser cero si incluimos ambas partículas fermiónicas y bosónicas. La Supersimetría es una extensión de esto que crea 'supercompañeros' para todas las partículas del modelo estándar.
Esta sección está adaptada de Stephen P. Martin's "A Supersymmetry Primer" on arXiv.

## Solución con Dimensiones Extra (modelo ADD/GOD)
Si vivmimos en un mundo de dimensiones 3+1, se calcula fa fuerza gravitacional mediante la ley de Gauss:
{\displaystyle \mathbf {g} (\mathbf {r} )=-Gm{\frac {\mathbf {e_{r}} }{r^{2}}}} (1)
que es sencillamente la ley de gravitación de Newton. Téngase en cuenta que la constante de Newton G puede ser reescrita en términos de la masa de Planck.
{\displaystyle {\frac {1}{M_{Pl}^{2}}}}
Si extendemos esta idea a {\displaystyle \delta } extra dimensions, entonces tenemos:
{\displaystyle \mathbf {g} (\mathbf {r} )=-m{\frac {\mathbf {e_{r}} }{M_{Pl+3+1+\delta }^{2+\delta }r^{2+\delta }}}} (2)
donde {\displaystyle M_{Pl+3+1+\delta }} es la 3+1+ masa dimensional {\displaystyle \delta }. Sin embargo, estamos asumiendo que las dimensiones extra son del mismo tamaño que las dimensiones normales 3+1. Vamos a decir que las dimensiones extra son de un tamaño n mucho menor que las dimensiones normales. Si dejamos que r << n, entonces tenemos (2). Sin embargo, si dejamos r >> n, tenemos la cotidiana ley de Newton. No obstante, cuando r >> n, el flujo en las dimensiones extra se vuelve una constante, porque no hay sitio extra para que el flujo gravitacional pueda pasar. Por tanto el flujo será proporcional a {\displaystyle n^{\delta }} porque es este el flujo en las dimensiones extra. La fórmula es:
{\displaystyle \mathbf {g} (\mathbf {r} )=-m{\frac {\mathbf {e_{r}} }{M_{Pl+3+1+\delta }^{2+\delta }r^{2}n^{\delta }}}}
{\displaystyle -m{\frac {\mathbf {e_{r}} }{M_{Pl}^{2}r^{2}}}=-m{\frac {\mathbf {e_{r}} }{M_{Pl+3+1+\delta }^{2+\delta }r^{2}n^{\delta }}}}
lo que nos da:
{\displaystyle {\frac {1}{M_{Pl}^{2}r^{2}}}={\frac {1}{M_{Pl+3+1+\delta }^{2+\delta }r^{2}n^{\delta }}}=>}
{\displaystyle M_{Pl}^{2}=M_{Pl+3+1+\delta }^{2+\delta }n^{\delta }.}
Por tanto la masa de Planck fundamental (la de dimensión extra) podría ser realmente pequeña, lo que significa que la gravedad es realmente fuerte, pero esto se debe compensar con el número de dimensiones extra y su tamaño. Físicamente, esto significa que la gravedad es débil porque hay una pérdida de flujo en las dimensiones extra.
Esta sección está adaptada de "Quantum Field Theory in a Nutshell" por A. Zee.

## La constante cosmológica
En cosmología física, las observaciones actuales en favor de un universo en aceleración implican la existencia de una pequeña (pero no cero) constante cosmológica. Esto es un problema de jerarquía muy similar al del problema de la masa del bosón de Higgs, ya que la constante cosmológica es muy sensible a las correcciones cuánticas. Es complicado, sin embargo, debido a que es necesario involucrar la relatividad general en el problema y que puede ser una pista de que no entendamos la gravedad en escalas de grandes distancias (como las del tamaño del universo hoy en día). Mientras que se ha propuesto la quintaesencia como una explicación para la expansión del universo, realmente no aborda el problema de jerarquía de la constante cosmológica en el sentido técnico de abordar las grandes correcciones cuánticas. La supersimetría no permite abordar el problema de la constante cosmológica debido a que la supersimetría cancela la contribución de M4Planck pero no la de M2Planck (cuadráticamente divergente).